# Primi ministri di Malta
Questo è un elenco dei primi ministri di Malta, dai tempi della colonizzazione britannica ad oggi.

## Cronotassi
| Primo ministro (Nascita–Morte)                     | Primo ministro (Nascita–Morte) | Primo ministro (Nascita–Morte) | Primo ministro (Nascita–Morte)     | Mandato           | Mandato                                | Elezioni       | Partito                 | Capo di Stato                        |
| Primo ministro (Nascita–Morte)                     | Primo ministro (Nascita–Morte) | Primo ministro (Nascita–Morte) | Primo ministro (Nascita–Morte)     | Inizio            | Fine                                   | Elezioni       | Partito                 | Capo di Stato                        |
| -------------------------------------------------- | ------------------------------ | ------------------------------ | ---------------------------------- | ----------------- | -------------------------------------- | -------------- | ----------------------- | ------------------------------------ |
| 1                                                  |                                |                                | Joseph Howard (1862–1925)          | 26 ottobre 1921   | 13 ottobre 1923                        | 1921           | Unione Politica Maltese | Giorgio VI (1921-1952)               |
| 2                                                  |                                |                                | Francesco Buhagiar (1876–1934)     | 13 ottobre 1923   | 22 settembre 1924                      | 1921           | Unione Politica Maltese | Giorgio VI (1921-1952)               |
| 3                                                  |                                |                                | Ugo Pasquale Mifsud (1889–1942)    | 22 settembre 1924 | 1º agosto 1927                         | 1924           | Partito Nazionalista    | Giorgio VI (1921-1952)               |
| 4                                                  |                                |                                | Gerald Strickland (1861–1940)      | 9 agosto 1927     | 21 giugno 1932                         | 1927           | Partito Costituzionale  | Giorgio VI (1921-1952)               |
| (3)                                                |                                |                                | Ugo Pasquale Mifsud (1889–1942)    | 21 giugno 1932    | 2 novembre 1933                        | 1932           | Partito Nazionalista    | Giorgio VI (1921-1952)               |
| Carica abolita (2 novembre 1933 – 4 novembre 1947) |                                |                                |                                    |                   |                                        |                |                         |                                      |
| 5                                                  |                                |                                | Paul Boffa (1890–1962)             | 4 novembre 1947   | 15 ottobre 1949                        | 1947           | Partito Laburista       | Giorgio VI (1921-1952)               |
| 5                                                  |                                | 15 ottobre 1949                | Paul Boffa (1890–1962)             | 26 settembre 1950 | Partito dei Lavoratori                 | 1947           |                         | Giorgio VI (1921-1952)               |
| 6                                                  |                                |                                | Enrico Mizzi (1885–1950)           | 26 settembre 1950 | 20 dicembre 1950 /(deceduto in carica) | 1950           | Partito Nazionalista    | Giorgio VI (1921-1952)               |
| 7                                                  |                                |                                | George Borġ Olivier (1911–1980)    | 20 dicembre 1950  | 7 maggio 1951                          | 1950           | Partito Nazionalista    | Giorgio VI (1921-1952)               |
| 7                                                  | 7 maggio 1951                  | 14 dicembre 1953               | George Borġ Olivier (1911–1980)    | 1951              |                                        |                | Partito Nazionalista    | Giorgio VI (1921-1952)               |
| 7                                                  | 14 dicembre 1953               | 11 marzo 1955                  | George Borġ Olivier (1911–1980)    | 1953              | Elisabetta II (1952-1974)              |                | Partito Nazionalista    |                                      |
| 8                                                  |                                |                                | Dom Mintoff (1916–2012)            | 11 marzo 1955     | Elisabetta II (1952-1974)              | 26 aprile 1958 | 1955                    | Partito Laburista                    |
| Carica abolita (26 aprile 1958 – 5 marzo 1962)     |                                |                                |                                    |                   |                                        |                |                         |                                      |
| (7)                                                |                                |                                | George Borġ Olivier (1911–1980)    | 5 marzo 1962      | 28 marzo 1966                          | 1962           | Partito Nazionalista    | Elisabetta II (1952-1974)            |
| (7)                                                | 28 marzo 1966                  | 21 giugno 1971                 | George Borġ Olivier (1911–1980)    | 1966              |                                        |                | Partito Nazionalista    | Elisabetta II (1952-1974)            |
| (8)                                                |                                |                                | Dom Mintoff (1916–2012)            | 21 giugno 1971    | 18 settembre 1976                      | 1971           | Partito Laburista       | Elisabetta II (1952-1974)            |
| (8)                                                | 18 settembre 1976              | 12 dicembre 1981               | Dom Mintoff (1916–2012)            | 1976              | Anthony Mamo (1974-1976)               |                | Partito Laburista       |                                      |
| (8)                                                | 12 dicembre 1981               | 22 dicembre 1984               | Dom Mintoff (1916–2012)            | 1981              | Anton Buttigieg (1976-1981)            |                | Partito Laburista       |                                      |
| 9                                                  |                                |                                | Karmenu Mifsud Bonnici (1933–2022) | 1981              | 22 dicembre 1984                       | 12 maggio 1987 | Partito Laburista       | Agatha Barbara (1982-1987)           |
| 10                                                 |                                |                                | Eddie Fenech Adami (1934– )        | 12 maggio 1987    | 22 febbraio 1992                       | 1987           | Partito Nazionalista    | Paul Xuereb (ad interim) (1987-1989) |
| 10                                                 | 22 febbraio 1992               | 28 ottobre 1996                | Eddie Fenech Adami (1934– )        | 1992              | Ċensu Tabone (1989-1994)               |                | Partito Nazionalista    |                                      |
| 11                                                 |                                |                                | Alfred Sant (1948– )               | 28 ottobre 1996   | 6 settembre 1998                       | 1996           | Partito Laburista       | Ugo Mifsud Bonnici (1994-1999)       |
| (10)                                               |                                |                                | Eddie Fenech Adami (1934– )        | 6 settembre 1998  | 12 aprile 2003                         | 1998           | Partito Nazionalista    | Ugo Mifsud Bonnici (1994-1999)       |
| (10)                                               | 12 aprile 2003                 | 23 marzo 2004                  | Eddie Fenech Adami (1934– )        | 2003              | Guido de Marco (1999-2004)             |                | Partito Nazionalista    |                                      |
| 12                                                 |                                |                                | Lawrence Gonzi (1953– )            | 2003              | Guido de Marco (1999-2004)             | 23 marzo 2004  | 10 marzo 2008           | Partito Nazionalista                 |
| 12                                                 | 10 marzo 2008                  | 11 marzo 2013                  | Lawrence Gonzi (1953– )            | 2008              | Eddie Fenech Adami (2004-2009)         |                |                         | Partito Nazionalista                 |
| 13                                                 |                                |                                | Joseph Muscat (1974– )             | 11 marzo 2013     | 3 giugno 2017                          | 2013           | Partito Laburista       | George Abela (2009-2014)             |
| 13                                                 | 3 giugno 2017                  | 12 gennaio 2020                | Joseph Muscat (1974– )             | 2017              | Marie Louise Coleiro Preca (2014-2019) |                | Partito Laburista       |                                      |
| 14                                                 |                                |                                | Robert Abela (1977– )              | 2017              | 12 gennaio 2020                        | 30 marzo 2022  | Partito Laburista       | George William Vella (dal 2019)      |
| 14                                                 | 30 marzo 2022                  | in carica                      | Robert Abela (1977– )              | 2022              |                                        |                | Partito Laburista       | George William Vella (dal 2019)      |